# لاونا (حوزه سرشماری)، ویسکانسین
لاونا (به انگلیسی: Laona) یک منطقهٔ مسکونی در ایالات متحده آمریکا است که در شهرستان فارست، ویسکانسین واقع شده‌است. لاونا ۵۸۳ نفر جمعیت دارد و ۴۷۹ متر بالاتر از سطح دریا واقع شده‌است.